# Course du Portugal des voitures de tourisme
La Course du Portugal des voitures de tourisme (FIA WTCC Race of Portugal) est une épreuve du Championnat du monde des voitures de tourisme depuis 2007. Plusieurs circuits ont été utilisés dans le cadre du championnat du monde : Porto, Estoril et Portimão. 

À partir de 2015, cette épreuve a lieu sur le Circuito Internacional de Vila Real. À l'instar de Monaco et de Macao, il s'agit d'un tracé urbain temporaire.

## Palmarès
| Saison | Course   | Pilote            | Constructeur | Circuit   |
| ------ | -------- | ----------------- | ------------ | --------- |
| 2007   | Course 1 | Andy Priaulx      | BMW          | Porto     |
| 2007   | Course 2 | Alain Menu        | Chevrolet    | Porto     |
| 2008   | Course 1 | Rickard Rydell    | SEAT         | Estoril   |
| 2008   | Course 2 | Tiago Monteiro    | SEAT         | Estoril   |
| 2009   | Course 1 | Gabriele Tarquini | SEAT         | Porto     |
| 2009   | Course 2 | Augusto Farfus    | BMW          | Porto     |
| 2010   | Course 1 | Tiago Monteiro    | SEAT         | Portimão  |
| 2010   | Course 2 | Gabriele Tarquini | SEAT         | Portimão  |
| 2011   | Course 1 | Alain Menu        | Chevrolet    | Porto     |
| 2011   | Course 2 | Rob Huff          | Chevrolet    | Porto     |
| 2012   | Course 1 | Yvan Muller       | Chevrolet    | Portimão  |
| 2012   | Course 2 | Alain Menu        | Chevrolet    | Portimão  |
| 2013   | Course 1 | Yvan Muller       | Chevrolet    | Porto     |
| 2013   | Course 2 | James Nash        | Chevrolet    | Porto     |
| 2015   | Course 1 | José María López  | Citroën      | Vila Real |
| 2015   | Course 2 | Ma Qing Hua       | Citroën      | Vila Real |
| 2016   | Course 1 | Tom Coronel       | Chevrolet    | Vila Real |
| 2016   | Course 2 | Tiago Monteiro    | Honda        | Vila Real |
| 2017   | Course 1 | Mehdi Bennani     | Citroën      | Vila Real |
| 2017   | Course 2 | Norbert Michelisz | Honda        | Vila Real |
| 2018   | Course 1 | Yvan Muller       | Hyundai      | Vila Real |
| 2018   | Course 2 | Maťo Homola       | Peugeot      | Vila Real |
| 2018   | Course 3 | Thed Björk        | Hyundai      | Vila Real |